# Valerie Niehaus

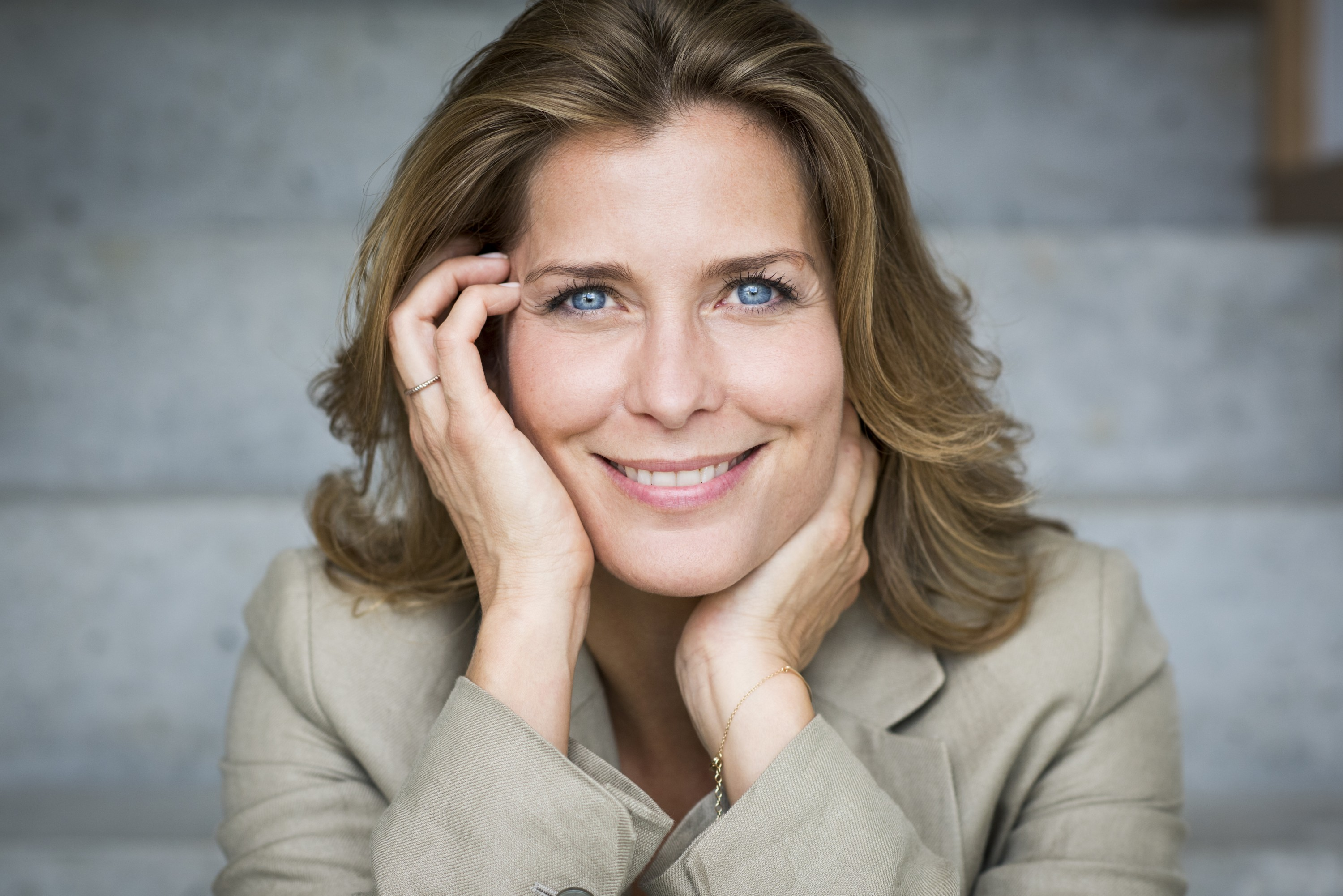
Valerie Niehaus, 2020

Valerie Niehaus (* 11. Oktober 1974 in Emsdetten) ist eine deutsche Schauspielerin. Sie wurde 1995 durch die Verkörperung der Julia von Anstetten in der Seifenoper Verbotene Liebe bekannt.

## Leben

### Herkunft und Ausbildung
Niehaus wuchs in Fulda auf, da ihr Vater Peter Niehaus in der Stadt von 1977 bis 1981 Stadtbaurat war. 1987 zog sie im Alter von 13 Jahren mit ihrer Familie wegen des Berufs ihres Vaters nach München, der dort 17 Jahre lang als Architekt Projekte bei Siemens leitete. In dieser Zeit wurde sie für den Fernsehmehrteiler Rote Erde entdeckt, wo sie im März 1990 in der Folge Heil Hitler oder Glück auf als Gerda zu sehen war. Am Tag, als sie ihr Abiturzeugnis erhielt, bekam sie einen Vertrag für die Seifenoper Verbotene Liebe, wo sie für zwei Jahre und 408 Folgen die Rolle der Julia von Anstetten spielte. 1995 und 1996 wurde sie während ihrer Soapzeit mit dem bronzenen Bravo-Otto-Preis in der Kategorie „TV-Star weiblich“ ausgezeichnet. Zudem stand sie für den Liebesfilm Rosamunde Pilcher: Stunden der Entscheidung (Erstausstrahlung: März 1997) vor der Kamera und war in ihm an der Seite von Timothy Peach als Christabel Lowyer in der weiblichen Hauptrolle zu sehen. Nach ihrem Ausscheiden aus Verbotene Liebe studierte Niehaus von 1996 bis 1998 am Lee Strasberg Theatre and Film Institute in New York City. Im Jahr 2000 kehrte sie von New York nach Deutschland zurück.

### Privates
Niehaus ist die Großnichte der Schauspielerin Ruth Niehaus (1925–1994). An deren 20. Todestag, am 24. September 2014, hielt sie bei der Einweihung der Ruth-Niehaus-Straße in Meerbusch die Laudatio.
 
Aus einer Liaison Anfang der 2000er Jahre mit Christoph Sowa, dem Sänger der Berliner Band Poolstar, ging 2002 ein Sohn hervor. Von 2005 bis 2009 war sie mit ihrem Schauspielkollegen André Szymanski liiert. Am 20. Juni 2021 heiratete sie ihren langjährigen Lebensgefährten Manuel Graf, einen Biologen und Berater einer Investmentbank.
Niehaus lebt in Berlin.

## Karriere

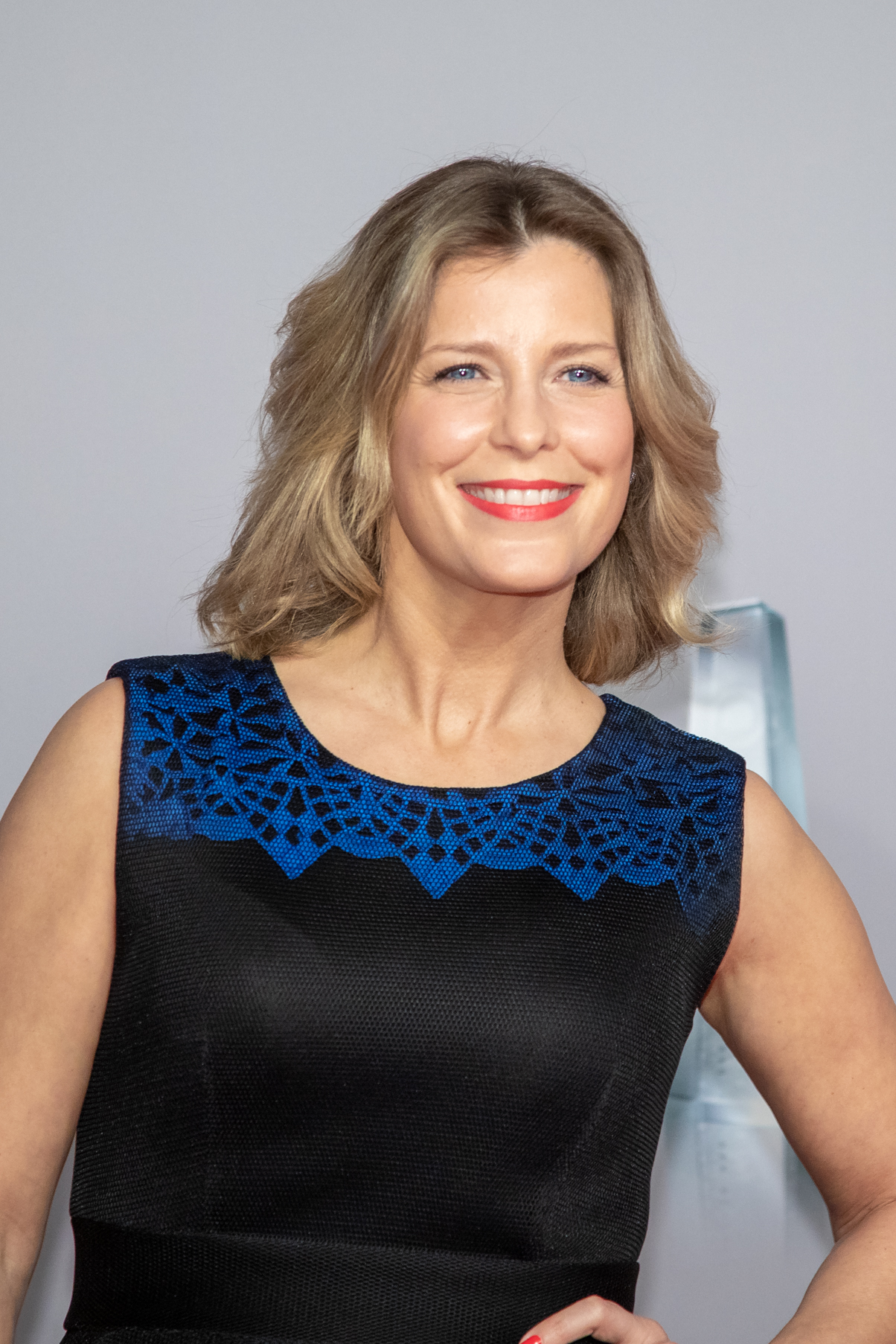
Valerie Niehaus, 2019

In Michael Karens Regiedebüt, dem Horrorthriller Flashback – Mörderische Ferien, übernahm Niehaus im Jahr 2000 nach ihrer Rückkehr von New York nach Deutschland die Hauptrolle der traumatisierten Jeanette Fielmann, die als Kind beide Eltern verloren hat. Für diese Rolle wurde sie gemeinsam mit ihrer Kollegin Simone Hanselmann für den New Faces Award nominiert. In dem Fernsehfilm Das Glück ist eine Insel (Erstausstrahlung: Mai 2001) war sie Saskia Janssen, die dem Umweltaktivisten Jens Groote (Christian Kohlund) assistiert, der auf einer Nordseeinsel eine Aufzuchtstation für verwaiste junge Robben betreibt. Unter der Regie von Sharon von Wietersheim war sie neben Gedeon Burkhard, Tim Bergmann und Peter Sodann als „personifizierter Sonnenschein“ Irina Burger in der Filmkomödie Das bisschen Haushalt (Erstausstrahlung: September 2003) in der Rolle der Ehefrau eines erfolgreichen Managers zu sehen, die aus Liebe zu ihrem Mann ihre Journalistenkarriere an den Nagel hängt, den Haushalt führt und ihre eigenen Belange in den Hintergrund stellt.
In Dietmar Kleins zweiteiligem Melodram Rose unter Dornen (Erstausstrahlung: Januar 2006) spielte sie die Hauptrolle der alleinerziehenden Telefonistin Sofie Winter, die sich in den Hotelkönig Simon Wahlberg (Heinz Hoenig) verliebt und ihn schließlich heiratet. Von März bis Mai 2006 sah man sie als Anna Hoffmann in der Titelrolle der zehnteiligen ZDF-Fernsehserie Alles über Anna. In Joseph Vilsmaiers fiktionalem Drama Die Gustloff (Erstausstrahlung: März 2008) war sie Erika Galetschky, die Tochter des Königsberger Buchhändlers Thomas Galetschky, die 1944 im väterlichen Buchladen den Kapitän Hellmuth Kehding (Kai Wiesinger) kennen und lieben lernt. Von März 2009 bis April 2010 gehörte sie als Malerin Céline Charpentier zur Stammbesetzung der dreiteiligen ARD-Krimireihe Kommissar LaBréa mit Francis Fulton-Smith in der Titelrolle. In dem Fernsehfilm Eine Liebe in St. Petersburg (Erstausstrahlung: Oktober 2009) spielte sie die junge Berliner Anästhesistin Nora Sanders, die, frisch verlobt, einen wichtigen Vortrag auf einem Kongress in St. Petersburg halten soll.
In der Sat.1-Filmkomödie Sind denn alle Männer Schweine? (Erstausstrahlung: September 2010) war Niehaus neben Oliver Mommsen in der Hauptrolle als Scheidungsanwältin Maja Nielsen zu sehen, die nach einem Stromschlag die Gedanken von Männern hören kann. In dem deutsch-österreichischen Weihnachtsfilm Die Liebe kommt mit dem Christkind (Erstausstrahlung: Dezember 2010) sah man sie in der weiblichen Hauptrolle der Richterin Annemarie Eggert, die auf der Flucht vor ihrem untreuen Freund Felix (Hary Prinz) ist und mit ihrem Sohn Peter (Nico Liersch) von Wien nach Sankt Gilgen zieht. In dem ARD-Melodram Garmischer Bergspitzen (Erstausstrahlung: Dezember 2010) übernahm sie die weibliche Hauptrolle als Hebamme Christa Sailer, die nach einer Auseinandersetzung mit der Chefärztin Dr. Ranke (Heike Trinker) zeitgleich mit ihrem Mann Karl Sailer (Timothy Peach) ihren Job in der Klinik verliert. In der zweiteiligen Filmbiografie Der Mann mit dem Fagott (Erstausstrahlung: September 2011) war sie als junge Schauspielerin Gitta zu sehen, die den Musiker Udo Jürgens (David Rott) während seiner Zeit als Barmusiker in Salzburg kennenlernt und später heiratet. In der Filmkomödie Überleben an der Wickelfront (Erstausstrahlung: Mai 2012) war sie als Anwältin Esther Lindemann zu sehen, die Mutter von Zwillingen geworden ist, aber aufgrund der Leitungsübernahme einer neuen Kanzlei keine Jahresauszeit nehmen kann und will. Eine Doppelrolle übernahm sie in der Sat.1-Verwechslungskomödie Mich gibt’s nur zweimal (Erstausstrahlung: Oktober 2012); sie spielte zum einen die Produktionsdesignerin Katrin und zum anderen den Androiden Kate. In dem Weihnachts-Fernsehfilm Beutolomäus und der falsche Verdacht (Erstausstrahlung: Dezember 2012) mit der fiktiven KiKA-Weihnachtsfigur Beutolomäus war sie als Künstlerin Liliane Lercke in der Rolle der Filmmutter des Protagonisten Louis (Tim Rietz) zu sehen.

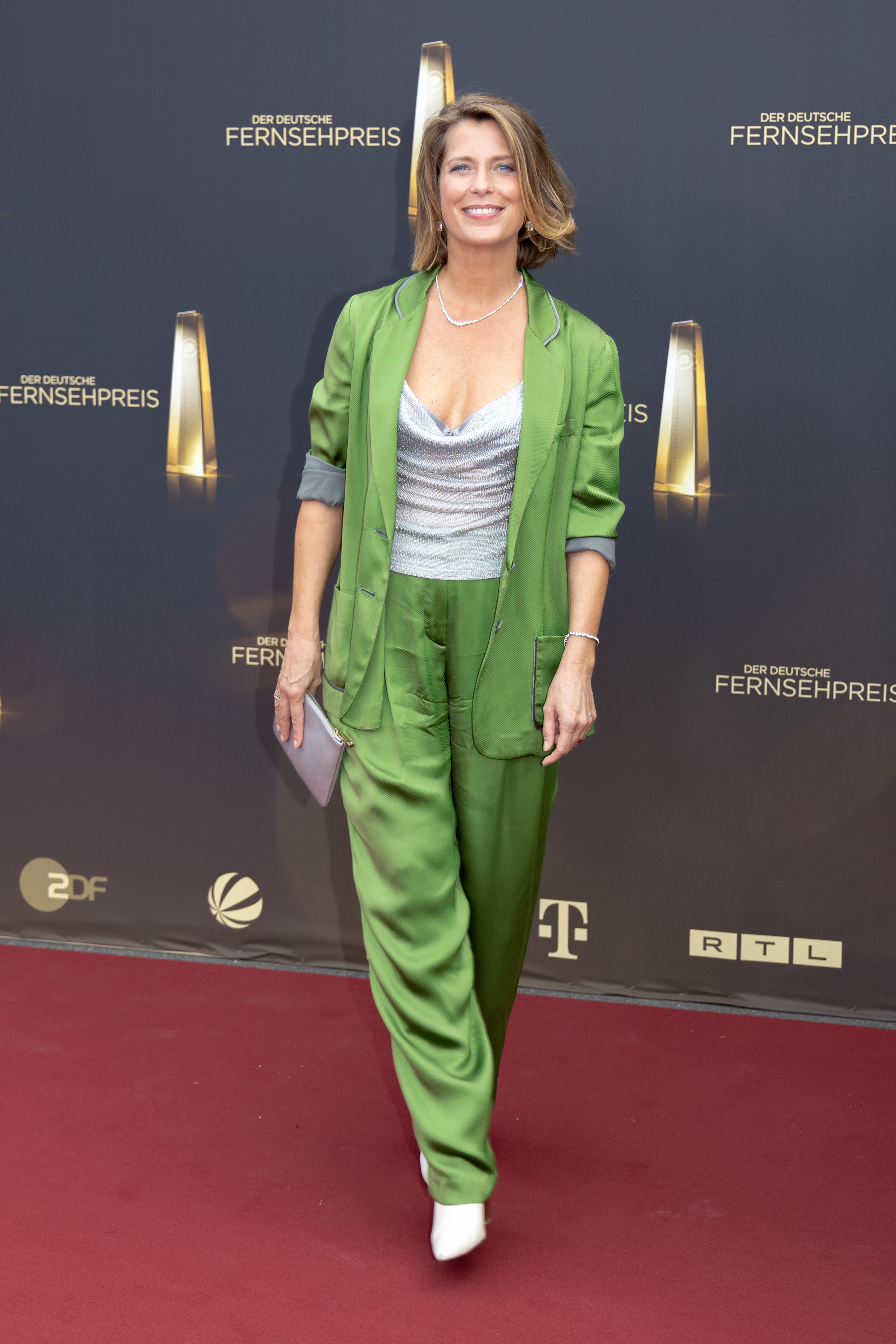
Valerie Niehaus, 2022

In dem ARD-Fernsehfilm Die Spionin (Erstausstrahlung: Dezember 2013) übernahm Niehaus die Rolle der deutschen Agentin Vera von Schalburg. In dem komödiantischen Sat.1-Ensemblefilm Frauenherzen (Erstausstrahlung: September 2015) war sie an der Seite von Nadeshda Brennicke, Anna Fischer, Julia Hartmann, Marie Schöneburg und Julia Dietze als Hausfrau Karo Richter in einer von sechs weiblichen Hauptrollen zu sehen.
Von Februar 2016 bis April 2019 spielte Niehaus an der Seite von David Rott (2016) und Matthias Weidenhöfer (2017 bis 2019) in der ZDF-Krimiserie Die Spezialisten – Im Namen der Opfer durchgehend die Hauptrolle der Rechtsmedizinerin Dr. Katrin Stoll. In Folge 37 wird sie von der IEK-Leitung Dr. Dorothea Lehberger (Katy Karrenbauer) beurlaubt, weil Stolls Arbeit zu sehr durch den Ausbruch des Schwerverbrechers Zoch beeinflusst wird, der einst ihren Bruder tötete. Insgesamt war Niehaus in 40 Folgen zu sehen, in den anderen acht Folgen fällt lediglich ihr Name im Zusammenhang mit der Entführung Zochs.
In dem Fernsehfilm Meine fremde Freundin (Erstausstrahlung: November 2017) spielte Niehaus Andrea Bredow, eine Mitarbeiterin des hannoverschen Gesundheitsamts, die sich mit ihrer neuen Arbeitskollegin Judith Lorenz (Ursula Strauss) anfreundet, die vorgibt, von ihrem neuen Arbeitskollegen Volker Lehmann (Hannes Jaenicke) vergewaltigt worden zu sein. Für die ARD-Freitagsfilmreihe Daheim in den Bergen stand sie in der Folge Schwesternliebe (Erstausstrahlung: April 2019) in einer Doppelrolle als Zwillingsschwestern Leonie und Lena Assmann vor der Kamera. Am 14. Februar 2021 gab sie in der 1156. Tatort-Folge Hetzjagd der Ermittlerinnen Lena Odenthal und Johanna Stern als Julia Karich ihr Debüt in der ARD-Krimireihe. In der ZDF-Herzkino-Reihe Nächste Ausfahrt Glück spielt sie seit 2020 neben Dirk Borchardt in der Hauptrolle die Kindergärtnerin Katharina Wegener.
Niehaus wirkt daneben in diversen ZDF-Comedysendungen mit. Ab 2015 war sie in insgesamt 30 Folgen der Comedy-Serie Sketch History zu sehen.
Seit Juni 2018 ist sie an der Seite von Oliver Welke Teil der Besetzung der heute-show. In Jan Böhmermanns Weihnachtsfilm Böhmermanns perfekte Weihnachten (Erstausstrahlung: Dezember 2018) spielte sie die Single-Frau Bettina Rüstlinger, die den Dalai Lama und Ai Weiwei an der Zimmerwand hat und auf Sinnsuche in Eckart-von-Hirschhausen-Büchern ist.

## Filmografie

### Kino
- 1999: St. Pauli Nacht
- 2000: Flashback – Mörderische Ferien
- 2006: Rohtenburg
- 2016: Trieb
- 2020: 18% Grey
- 2022: Die Geschichte der Menschheit – leicht gekürzt

### Fernsehen

#### Fernsehfilme
- 2000: Die Gefesselten
- 2000: Die Frau, die Freundin und das dunkle Geheimnis
- 2001: Die Frau, die Freundin und der Vergewaltiger
- 2001: Das Glück ist eine Insel
- 2001: Vera Brühne
- 2002: Love Crash
- 2002: Der Duft des Geldes
- 2003: Das bisschen Haushalt
- 2005: Vollgas – Gebremst wird später
- 2006: Rose unter Dornen (Zweiteiler)
- 2008: Die Gustloff
- 2008: Mogadischu
- 2009: Entscheidung in den Wolken
- 2009: Tierisch verliebt
- 2009: Eine Liebe in St. Petersburg
- 2010: Sind denn alle Männer Schweine?
- 2010: Die Liebe kommt mit dem Christkind
- 2010: Garmischer Bergspitzen
- 2011: Biss zur großen Pause – Das Highschool Vampir Grusical
- 2011: Ausgerechnet Sex!
- 2011: Der Mann mit dem Fagott (Zweiteiler)
- 2011: Das große Comeback
- 2012: Überleben an der Wickelfront
- 2012: Mich gibt’s nur zweimal
- 2012: Beutolomäus und der falsche Verdacht
- 2013: Der Feind in meinem Leben
- 2013: Die Spionin
- 2014: Frauenherzen
- 2014: Der Rücktritt
- 2015: Drunter & Brüder
- 2015: Zwei Familien auf der Palme
- 2015: Überleben an der Scheidungsfront
- 2016: Verdammt verliebt auf Malle
- 2017: Jella jagt das Glück
- 2017: Meine fremde Freundin
- 2018: Kaugummiblase (Kurzfilm)
- 2018: Böhmermanns perfekte Weihnachten
- 2020: Kinder und andere Baustellen

#### Fernsehserien und -reihen
- 1990: Rote Erde II (Folge: Heil Hitler oder Glück auf)
- 1995–1997: Verbotene Liebe (408 Folgen)
- 1997: Rosamunde Pilcher: Stunden der Entscheidung
- 1999–2004: SOKO 5113 (3 Folgen)
- 2000: Klinik unter Palmen (3 Folgen)
- 2001: Der Fahnder (Folge: Ohnmacht)
- 2004: Inga Lindström – Wind über den Schären
- 2005: Donna Leon – Beweise, dass es böse ist
- 2006: Alles über Anna (10 Folgen)
- 2007: Die Rettungsflieger (Folge Kabale und Liebe)
- 2009–2010: Kommissar LaBréa
  - 2009: Tod an der Bastille
  - 2010: Mord in der Rue St. Lazare
  - 2010: Todesträume am Montparnasse
- 2009–2010: Der Landarzt (6 Folgen)
- 2009–2011: Doctor’s Diary (4 Folgen)
- 2010: SOKO Donau (Folge Tod eines Schnüfflers)
- 2011: Donna Leon – Das Mädchen seiner Träume
- 2011: Kommissar Stolberg (Folge: Abgezockt)
- 2011: Rosa Roth – Notwehr
- 2012: Die Draufgänger (Folge: Uneasy Rider)
- 2013: Kripo Holstein – Mord und Meer (Folge: Die letzte Fahrt)
- 2013: Mordshunger – Verbrechen und andere Delikatessen (2 Folgen)
- 2013: Alarm für Cobra 11 – Die Autobahnpolizei (Folge Wilde Tiere)
- 2013: Herzensbrecher – Vater von vier Söhnen – Beichtgeheimnis
- 2014: Schmidt – Chaos auf Rezept (Folge: Hochzeitstag)
- 2015: Der Staatsanwalt (Folge: Ritt in den Tod)
- 2016–2019: Die Spezialisten – Im Namen der Opfer (40 Folgen)
- seit 2018: heute-show (Satiresendung)
- 2018: Die Toten von Salzburg – Zeugenmord
- 2019: Der Bergdoktor (Folge: Ein neuer Anfang)
- 2019: Daheim in den Bergen – Schwesternliebe
- 2019: Bettys Diagnose (Folge: Liebesbeweise)
- 2020: SOKO Köln (Folge: Rabenmutter)
- 2020: Kroymann (Satiresendung, Folge 11)
- 2020: Pan Tau (Folge: Science Friction)
- 2021: Tatort: Hetzjagd
- seit 2021: Nächste Ausfahrt Glück
  - 2021: Juris Rückkehr
  - 2021: Beste Freundinnen
  - 2022: Der richtige Vater
  - 2022: Song für die Freiheit
  - 2023: Familienbesuch
  - 2023: Katharinas Entscheidung
  - 2024: Übers Ziel hinaus
  - 2024: Endlich ich
- 2021: Letzte Spur Berlin (Folge: Weisser Wahn)
- 2022: Friesland (Folge: Unter der Oberfläche)
- 2022: Malibu – Camping für Anfänger
- 2022: Malibu – Ein Zelt für drei
- 2023: Wir sind die Meiers
- 2025: Nord Nord Mord (Folge Sievers und der tiefe Schlaf)